# Aluminium
Aluminium is een scheikundig element met symbool Al en atoomnummer 13. Het is een zilverwit hoofdgroepmetaal. De naam is afgeleid van het Latijnse woord alumen dat aluin betekent.

## Ontdekking
Verbindingen van aluminium waren al in de oudheid bekend. Zo werd aluin onder meer gebruikt om bloedingen te stelpen. Het is echter niet eenvoudig het metaal uit aluin vrij te maken. Aluminium werd in 1807 ontdekt door Humphry Davy, die het trachtte te bereiden uit aluminiumoxide. In 1825 bereidde Hans Christian Ørsted een onzuivere vorm van aluminium uit aluminiumchloride en kaliumamalgaam. Jarenlang was het metaal zo kostbaar dat het in ornamenten toegepast werd, getuige de massief aluminium kap op de toren van het Washington Monument. Pas in 1886 werd dankzij het Hall-Héroult-proces de elektrochemische productie van het metaal op grote schaal mogelijk.
Davy noemde het metaal alumium. Een paar jaar later maakte hij er aluminum van, wat in het Amerikaans-Engels gehandhaafd werd. In de meeste andere talen, ook in het Brits-Engels, geeft men de voorkeur aan aluminium.

## Toepassingen en bewerkingen
Het metaal heeft op stormachtige wijze de wereld veroverd. Het is economisch een bijzonder belangrijk metaal. Aluminium is licht (slechts een derde van het gewicht van staal of brons), en met 4% koper, 1% magnesium, 1% mangaan en 0,5% silicium even slijtvast en bestendig tegen corrosie, behalve spanningscorrosie. Aluminium corrodeert wel als het in aanraking komt met zuurstof maar de oxidehuid die hierbij gevormd wordt, is egaal en gesloten zodat het onderliggende materiaal niet meer verder kan corroderen. Door inwerking van lucht in combinatie met vocht kan dit corrosieproces echter wel verdergaan, men spreekt dan van "witroest".
Het is een goede geleider, het is niet ferromagnetisch, maar kan bij het in contact komen met een heel krachtige magneet wel zijn eigen zwerfstroom en zo een tegengesteld magnetisch veld opwekken. Het vonkt niet, en het laat zich relatief gemakkelijk vormen. Aluminium is daarmee het constructiemateriaal bij uitstek voor de vliegtuig- en ruimtevaartindustrie. Voor motoren is het echter minder geschikt, want het wordt zachter bij verwarmen.
Aluminium heeft een plasmafrequentie van 15 eV en is daarmee een uitstekende spiegel voor alle straling in het infrarode, zichtbare, en nabij-ultraviolette gebied, vooral als wordt voorkomen dat het spiegelend oppervlak aan oxidatie blootgesteld wordt. Het valt gemakkelijk op te dampen en aluminium spiegels worden wel in de astronomie gebruikt.
Het metaal kan door lasersnijden bewerkt worden, maar wordt vaak ook in de gewenste vorm gegoten.
Enkele toepassingsgebieden:
- bijna alle antitranspiranten (als zout, bijvoorbeeld aluminiumchloorhydraat of aluin).
- verpakking: aluminiumfolie
- speelgoed: het is een bestanddeel van Zamak, dat bijvoorbeeld voor modelauto's wordt gebruikt
- transportmiddelen (auto, vliegtuig, ruimtevaartuig, trein, fiets, schip, enz.)
- huishoudapparatuur (pannen, bestek, zool van strijkijzers enz.)
- kampeeruitrusting (vouwstoel, pannen, tentstokken enz.)
- hoogspanningsleidingen (typisch in combinatie met staal of als legering met magnesium en silicium, zoals AA 6201; de geleidbaarheid is de helft van die van koper, maar aluminium kost minder en weegt een derde)
- bliksemafleiders (veel goedkoper dan koper, dus minder diefstalgevoelig)
- antennes
- constructiebouw (kozijn, deuren)
- auto-industrie (aluminium velgen en onderdelen van verbrandingsmotoren)
- daken en gevelbekleding
- bouwsteiger en ladders
- jachtbouw
- anode op een stalen onderwaterschip om corrosie van het staal te verminderen
- licht- en geluidsindustrie (maken van constructies)
- meubels (kasten, bankstellen, tafels, stoelen en bedden)
- kasconstructies (dek- en gevelsystemen)
- kleurstof in voeding (onder E-nummer E173)

### Bewerkingstechnieken in aluminium
- frezen
- draaien
- draadvonken
- zinkvonken
- sputteren
- buigen
- walsen
- zetten
- lakken
- gieten
- spuitgieten
- extruderen
- anodiseren
- graveren
- bedrukken
- dieptrekken
- lassen
- lasersnijden
- waterstraalsnijden
- forceertechniek

## Winning

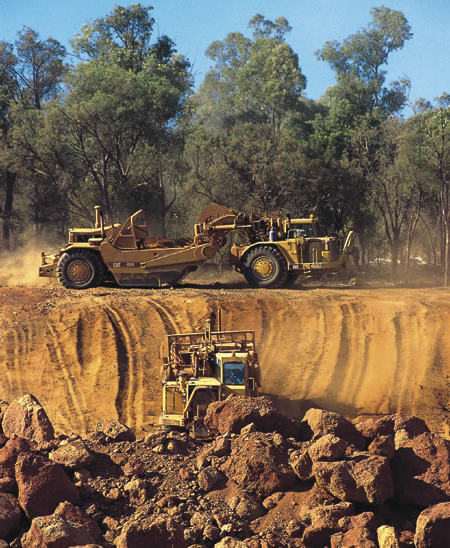
Bauxietmijn

Aluminium wordt gevonden op de grond: 8,5% van de aarde is bestreken met bauxiet, de ertsvorm van aluminium. Bauxiet bestaat uit Al2O3 (aluminiumoxide) en restant. Het bauxiet wordt in contact gebracht met warme (140 °C tot 240 °C, afhankelijk van het type erts) natronloog. De natronloog reageert met het aluminiumoxide onder de vorming van natriumaluminiumhydroxide (NaAl(OH)4), dit blijft in oplossing. De overige componenten kunnen worden verwijderd door ze te laten bezinken en af te filteren.
De oplossing van natriumaluminiumhydroxide wordt vervolgens afgekoeld, waardoor aluminiumhydroxide (Al(OH)3) kristalliseert en natronloog overblijft. Door het aluminiumhydroxide te verhitten (dit noemt men calcineren) wordt het chemisch gebonden water verwijderd en ontstaat aluminiumoxide (Al2O3).

## Productie
Het aluminiumoxidepoeder, aluinaarde, wordt daarna in een speciale oven gebracht. Deze ovens zijn gevuld met elektrolyt (een gesmolten keramische substantie genaamd kryoliet). Bij een temperatuur van bijna 1000 °C wordt vervolgens een gelijkstroom door de vloeistof gevoerd. De in de elektrolyt opgeloste aluinaarde wordt door middel van elektrolyse gesplitst, waarbij vloeibaar aluminium en zuurstof vrijkomt. De zuurstof wordt gebonden aan koolstof, die in de vorm van een groot blok (de anode) boven in de oven hangt. De anode wordt tijdens het proces dus opgebruikt, een halve ton koolstof per ton geproduceerd aluminium. Het vloeibare aluminium zakt naar de bodem van de oven, wordt opgezogen en naar de gieterij gebracht. Daar wordt het gereinigd en eventueel gemengd met andere stoffen om bepaalde kwaliteiten aluminium te maken. Daarna worden walsplakken en persstaven gegoten waaruit de uiteindelijke aluminiumproducten kunnen worden gemaakt.
Uit 4 ton bauxiet wordt 2 ton aluminiumoxide gemaakt, waaruit weer 1 ton aluminium wordt geproduceerd. In Nederland wordt na de sluiting van de fabriek in Vlissingen en het faillissement van  Delfzijl (DAMCO Aluminium Delfzijl) op 27 oktober 2022 geen aluminium meer geproduceerd. Andere grote producenten
van aluminium zijn het Russische RUSAL, het Amerikaanse Alcoa en het Chinese Chinalco.

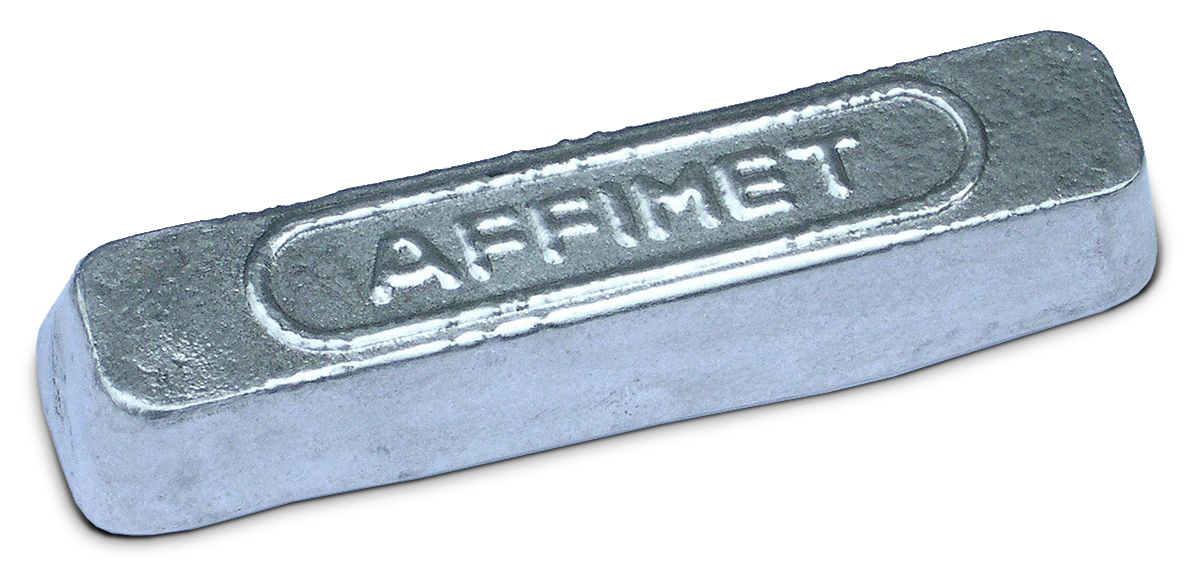
Aluminiumbroodje

## Verschijning
Aangezien aluminium een tamelijk onedel metaal is, komt het niet in pure vorm in de natuur voor. In verbindingen echter is aluminium bijzonder algemeen. Aluminiumhoudende mineralen maken circa 8,5% van de aardkorst uit. Hoewel aluminium een bestanddeel is van klei, gebruikt de aluminiumindustrie als erts bij voorkeur het mineraal bauxiet. Dit wordt onder andere in Australië en Suriname gewonnen. Winning uit klei is moeilijker en daardoor onrendabel. Wel kost het naar verhouding veel energie om het metaal uit zijn verbindingen vrij te maken.
Veel aluminium wordt daarom tegenwoordig hergebruikt. De benodigde winningsenergie van aluminium uit bauxiet bedraagt 155 MJ/kg, maar de herverwerkingsenergie bedraagt slechts 5% daarvan. Het materiaal kent verder nagenoeg geen degeneratie en is voor praktisch 100% herbruikbaar.

## Opmerkelijke eigenschappen

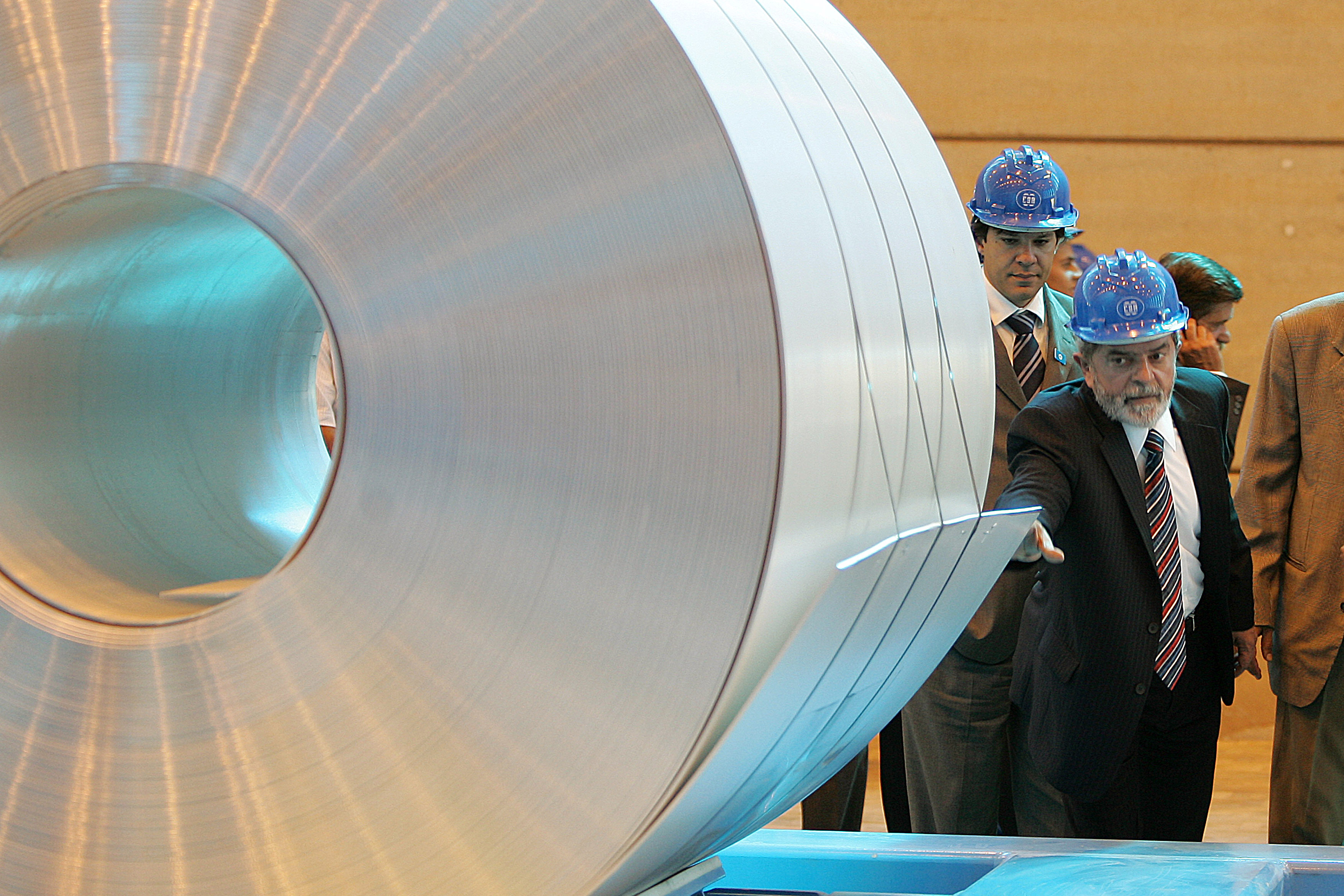
Een rol aluminium in een Braziliaanse aluminiumfabriek

Aluminium is een zilverwit, buigzaam metaal. Het is stabiel aan de lucht, maar alleen dankzij een dun en gesloten oxidehuidje, dat het metaal een doffe indruk geeft. In aanwezigheid van kwikzouten vormt zich echter een oxide dat een niet-gesloten huid vormt. Onder die omstandigheden oxideert het metaal aan de lucht bijzonder snel en vliegt het in brand. In gepoederde toestand wordt het veel in de pyrotechniek gebruikt (bijvoorbeeld als vaste raketbrandstof), of in thermische lansen.
Van aluminium zijn twee valenties bekend: het algemeen bekende Al3+-ion en Al+.

Al+ is bekend uit de verschillende halogeniden, die alleen stabiel zijn bij temperaturen van 900 °C en meer.

De chemie van aluminium wordt beheerst door de neiging Al3+-ionen te vormen. De verbindingen daarvan zijn in het algemeen niet erg oplosbaar. In salpeterzuur lost aluminium op onder vorming van het nitraat Al(NO3)3.
Een oplossing van aluminiumnitraat is in zuur milieu stabiel, maar bij verhoging van de zuurgraad slaat het hydroxide Al(OH)3 neer. Deze verbinding is echter amfoteer: bij verdere verhoging van de pH gaat het weer in oplossing als aluminaat:
{\displaystyle {\ce {Al(OH)3 -> AlO(OH)2- -> AlO2(OH)^{-2}-> AlO3^{-3}}}}
Er is een rijke verzameling oxiden, hydroxiden en oxihydroxiden van aluminium die ook als mineraal voorkomen:
- Al2O3: alumina (α-, β- en γ-vorm)
- AlO(OH) Böhmiet
- Al(OH)3 gibbsiet.

Zowel α- als γ-alumina worden veel gebruikt als dragermaterialen in de katalyse. Zij zijn beschikbaar in een grote variëteit aan specifieke oppervlakten.

## Isotopen
| Stabielste isotopen | Stabielste isotopen | Stabielste isotopen      | Stabielste isotopen      | Stabielste isotopen      | Stabielste isotopen      |
| Iso                 | RA (%)              | Halveringstijd           | VV                       | VE (MeV)                 | VP                       |
| ------------------- | ------------------- | ------------------------ | ------------------------ | ------------------------ | ------------------------ |
| 26Al                | syn                 | 7,1×105 jaar             | β+                       | 4,005                    | 26Mg                     |
| 27Al                | 100                 | stabiel met 14 neutronen | stabiel met 14 neutronen | stabiel met 14 neutronen | stabiel met 14 neutronen |

Aluminium heeft negen isotopen maar slechts één stabiele isotoop: aluminium-27. Daarnaast komt op aarde een spoortje aluminium-26 voor. Deze radio-isotoop is van kosmogene oorsprong. Meteoroïden worden, zolang zij zich nog vrij door de ruimte bewegen, blootgesteld aan een intensief bombardement van kosmische straling en daardoor ontstaat deze isotoop. Wanneer zij eenmaal de aarde bereikt hebben, houdt dit productieproces op en begint de vervalklok te tikken, vergelijkbaar met de wijze waarop de koolstof-14-klok dat doet. De isotoop vervalt met een halveringstijd van 720.000 jaar. Dit vervalproces maakt het mogelijk te bepalen hoelang geleden de meteoriet de aarde bereikt heeft. Onze atmosfeer bevat ook een kleine hoeveelheid aluminium-26, die onder invloed van kosmische straling uit argon geproduceerd wordt. Dit aluminium kan gebruikt worden om afzettingsgesteenten en erosieverschijnselen te dateren op een schaal van honderdduizenden tot miljoenen jaren.

## Negatieve impact milieu
Vanaf het begin van de 20e eeuw is aluminium effectief in de markt gezet als een nieuw product met gunstige eigenschappen, waarbij de keerzijde lang uit beeld is gebleven. Voor de omzetting van bauxiet naar aluminium is grote hoeveelheid elektriciteit nodig waardoor de groei van de aluminiumindustrie ook de belangrijkste factor werd voor de elektrificatie van de westerse wereld: het hoogspanningsnet vindt zijn oorsprong in de aluminiumindustrie en aluminiumproductie verplaatst zich steeds naar waar de stroom goedkoop te leveren is. Dit heeft enerzijds geleid tot intensief en vervuilend bulktransport van aluminium grondstoffen van de mijnen naar de smelters in de Verenigde Staten. Anderzijds heeft het in de landen van winning geleid tot de aanleg van waterkrachtcentrales door middel van dammen, waarbij de natuurlijke omgeving werd aangetast en (oorspronkelijke) bewoners van hun land werden gedreven. Een voorbeeld daarvan in Suriname is het Brokopondostuwmeer. Smelters - de plek waar aluminium wordt gemaakt - stoten ook giftige chemicaliën uit in de omgeving. Als een van de voorbeelden kreeg het Amerikaanse Alcoa in 2003 een boete opgelegd van 4 miljoen dollar, ter compensatie voor schade veroorzaakt door haar fabriek in Rockdale, Texas.
De winning van bauxiet  heeft eveneens grote impact op milieu en lokale bevolking van de landen waar deze wordt gewonnen in landen als Suriname, Jamaica en Indonesië. De winning van aluminium gaat gepaard met grootschalig afgraven van de bodem en daarmee de verwoesting van het ecosysteem. Winning van de grondstof voor aluminium laat 'oranje meren' achter van uiterst giftig oppervlaktewater, met hoge concentraties kwik en arsenicum. Ondanks grootschalige hersteloperaties van de mijnbouworganisaties - vaak eigendom van bedrijven in andere landen, dan de plek van winning -  is de kans klein dat de natuurlijke omgeving ooit ten volle zal herstellen.
Aluminium wordt al met al door fabrikanten vaak geprezen om zijn milieuvriendelijk en recyclebaar karakter, maar de keerzijde van het 'metaal van de toekomst' wordt daarbij niet vermeld. Ondanks de claims van fabrikanten, zijn er aanwijzingen dat een groot deel van bijvoorbeeld drankenblik niet wordt gerecycled en in het milieu terecht komt. Het Recycling Netwerk meldde in 2018 dat een groot aantal koeien in de Nederlandse veeteelt jaarlijks door zwerfafval van onder andere aluminium zou overlijden.

## Toxicologie en veiligheid
In het verleden is opschudding ontstaan doordat sommige onderzoekers een verband zagen tussen aluminium en de ziekte van Alzheimer, ook een recent review-onderzoek uit deze bezorgdheid. Het metaal heeft voor zover bekend geen biologische functie en geen grote directe giftigheid, tenzij het in forse hoeveelheden ingenomen wordt. In-vitro-onderzoek heeft echter wel neurotoxiciteit aangetoond. Het valt te bezien of er voldoende aluminium afgegeven wordt bij het gebruik van aluminium kookgerei voor dergelijke toxische effecten. In dat verband zal eerder gevaar te duchten zijn van aluminiumoxide bevattende maagzuurpillen, dan van het gebruik van aluminium kookgerei. Volgens hardnekkige geruchten zou aluminium borstkanker kunnen veroorzaken. Door gebruik van deodorant met aluminium en scheerschuim met parabenen zouden vrouwen eerder borstkanker kunnen krijgen volgens een onderzoek van McGrath (Chicago) uit 2003. Andere onderzoekers hebben hiervoor echter geen enkele aanwijzing gevonden.